# Độc quyền nền tảng
Độc quyền nền tảng (tiếng Anh: platform exclusivity hay console exclusivity), còn được gọi một cách khá nhập nhằng trong sách báo hay truyền thông ở Việt Nam là game độc quyền, đề cập đến tình trạng của một trò chơi điện tử đang được phát triển và chỉ phát hành trên nền tảng nhất định. Thông thường nhất, nó đề cập đến việc chỉ được phát hành trên một video game console đặc thù hoặc thông qua các nền tảng của một nhà cung cấp đặc thù. Tình trạng đấy thì hoặc là vĩnh viễn, hoặc là trong một khoảng thời gian xác định.
'Tính dành riêng' là một chủ đề được sử dụng trong các cuộc thảo luận về những lợi thế và bất lợi của các nhà cung cấp đối thủ trong thị trường trò chơi điện tử, và là một chủ đề được các nhà cung cấp có liên can sử dụng cho marketing. Các nhà phân tích công nghiệp thường đồng ý rằng có một mối tương quan giữa tính sẵn có của các 'tựa game dành riêng', và doanh số phần cứng.

## Sử dụng trong ngành công nghiệp trò chơi điện tử
'Tính dành riêng' của một trò chơi điện tử cho phần cứng đặc thù thì có thể là vĩnh viễn hoặc có thời hạn, 'có thời hạn' tức là cho phép một tựa game được phát hành trên các nền tảng console khác nhau và/hoặc trên PC sau khi thời hạn nhất định bị mất hiệu lực. Các 'bản dành riêng vĩnh viễn' thường được phát triển (các tựa game của bên thứ nhất), thường được xuất bản hoặc thường được tài trợ mạnh bởi nhà chế tạo console. Trong một số trường hợp, 'tính dành riêng' chỉ có thể áp dụng cho bản phát hành console của game: hoặc cho các trò chơi được port từ PC sang console (chẳng hạn như PlayerUnUnknown's Battlegrounds, nó được phát hành làm 'bản dành riêng' có thời hạn cho Xbox One), hoặc các trò chơi được phát hành trên PC cùng với được phát hành trên một console đơn lẻ.
Các trò chơi cũng có thể bao gồm các tính năng và nội dung dành riêng cho các console đặc thù, chẳng hạn như các tính năng vận dụng các 'tính năng mà chỉ có nền tảng đặc thù nào đó mới có', hoặc các sự có mặt của các nhân vật từ các franchise bên thứ nhất của nền tảng đấy (như Banjo và Kazooie là các nhân vật có thể chơi được trên phiên bản Xbox 360 của Sonic & Sega All-Stars Racing, và Fox McCloud từ loạt Star Fox của Nintendo' có thể chơi được trong nội dung đặc biệt trong Starlink: Battle for Atlas phiên bản cho Nintendo Switch. Về mặt khác, 'tính dành riêng có thời hạn' cũng có thể áp dụng cho 'nội dung có thể tải xuống' cho một trò chơi đa nền tảng, chẳng hạn như các 'thỏa thuận về tính dành riêng' của Activision với Sony Interactive Entertainment (bao gồm franchise Call of Duty).
Các 'bản dành riêng' thì thường điển hình đi đầu trong các nỗ lực quảng cáo trong các hội nghị trò chơi như E3 nhằm giúp thúc đẩy doanh số phần cứng, vì người tiêu dùng mà khi lựa chọn giữa các tùy chọn thì quyết định của họ có thể bị ảnh hưởng bởi nhiều đầu trò chơi khác nhau có sẵn trên mỗi console khác nhau. Các nhà phân tích đã tuyên bố rằng các số liệu bán hàng trong quá khứ đã chỉ ra rằng có một mối quan hệ giữa doanh số phần cứng và việc phát hành phần mềm riêng cho phần cứng đó. Họ tuyên bố rằng cũng có dữ liệu cho thấy rằng trong kỳ nghỉ lễ, khi chi tiêu của người tiêu dùng thông thường cao hơn, phần cứng nào mà có hàng tá 'bản phát hành dành riêng' thì thông thường là bán chạy hơn những phần cứng mà có số lượng lựa chọn nhỏ hơn. Các mối tương quan cũng đã được rút ra giữa doanh số phần mềm và doanh số phần cứng có liên quan, như vào cuối năm 2009, Wii đã thống trị cả bảng xếp hạng phần cứng và phần mềm.
Một 'nhà chế tạo console' có thể đầu tư vào hoặc mua lại các 'nhà phát triển trò chơi điện tử' khác để vận dụng chuyên môn của họ cho các tựa game bên thứ nhất, chẳng hạn như việc Microsoft mua lại Lionhead Studios (Fable) và Rare (mà trước đó đến giờ, Rare đã liên tác bền vững với Nintendo, và Nintendo cũng nắm lợi quyền thiểu số (minority stake) của họ) và các vụ Sony mua lại Naughty Dog (mà vốn hồi giờ họ đã liên tác bền vững với PlayStation bằng các tựa game hiện có), và mua lại Insomniac Games (mà họ cũng vốn hồi giờ đã liên tác bền vững với PlayStation, và đã làm việc trên các game do Sony xuất bản chẳng hạn như franchise Ratchet & Clank, và Spider-Man (trò chơi điện tử 2018)).
Đã có bắt đầu có những ngoại lệ đến thực tiễn: trò chơi Ori and the Blind Forest – vốn trước là 'bản dành riêng' do Microsoft Studios phát hành – thì đã được làm bản port cho Nintendo Switch vào năm 2019 (mặc dù đây là một phần của một mô thức cộng tác lớn hơn với công ty đấy, bao gồm hỗ trợ nhiều người chơi bắt chéo nền tảng (cross-platform) giữa các phiên bản Minecraft cho Switch và cho Xbox, và việc bao gồm cặp đôi nhân vật từ tựa game Banjo-Kazooie – do hãng Rare phát triển – làm nội dung có thể tải xuống cho Super Smash Bros. Ultimate). Microsoft đã tuyên bố rằng họ sẽ tôn trọng các kế hoạch phát hành đa nền tảng cho các trò chơi từ một số studio mà họ đã mua lại gần đây (bao gồm The Outer Worlds của Obsidian Entertainment, mặc dù quyền xuất bản của họ đã được bán cho Interactive Take-Two Interactive trước khi Microsoft mua lại studio), nhưng họ cũng bảo rằng họ sẽ tập trung vào các 'bản dành riêng' cho nền tảng Xbox trong tương lai. Vào tháng 12 năm 2019, Sony đã công bố các kế hoạch chuyển tiếp 'franchise MLB: The Show bên thứ nhất' của họ sang các bản phát hành đa nền tảng "sớm nhất có thể vào năm 2021".

### Tính dành riêng trong việc chơi game trên PC
Trong thị trường trò chơi PC, một hình thức 'tính dành riêng' nền tảng đã xuất hiện và liên can đến sự phân phối kỹ thuật số, theo đó, một 'nhà bán lẻ trực tuyến' thu được quyền phân phối trò chơi bằng các biện pháp như: hoặc là tích hợp dọc giữa nhà xuất bản và 'nền tảng phân phối đồng sở hữu', hoặc là thông qua dàn xếp tài chính giữa nhà xuất bản và nhà phân phối bên thứ ba. Microsoft Studios đã dùng chiến lược này trên các 'bản phát hành nhất định bên thứ nhất' bằng cách làm chúng mang tính dành riêng cho Microsoft Store (trước đây là Windows Store), bao gồm hỗ trợ mua bắt chéo với Xbox One. Điều này cũng khiến các trò chơi đấy, chẳng hạn Quantum Break, mang tính dành riêng cho hệ điều hành Windows 10, do chúng sử dụng Universal Windows Platform (UWP). Các 'trò chơi trên kiến trúc UWP' cũng có bao gồm các 'hạn chế về kỹ thuật và khả năng tương thích' mà các nhà phê bình và người tiêu dùng đã cho là không thuận lợi và trái với các chuẩn mực (như tốc độ khung hình bị khóa và không tương thích với các công cụ của bên thứ ba). Tuy nhiên, Microsoft sau đó có bảo là sẽ phát hành lại Quantum Break trên Steam với sự hỗ trợ cho Windows 7 và các hđh mới hơn, và đã tuyên bố vào tháng 5 năm 2019 rằng họ sẽ bắt đầu đưa ra thêm các tựa game chủ lực bên thứ nhất của mình lên các nền tảng của bên thứ ba chẳng hạn như Steam để lan rộng tính sẵn dùng của chúng, và vào kiến trúc Win32 để loại bỏ các hạn chế của UWP.
Epic Games Store đã phải đối diện với những lời chỉ trích vì dùng chiến lược này. Một trường hợp nổi bật là của Metro: Exodus, được loan báo đột ngột là bản dành riêng cho Epic Games Store chỉ một thời gian ngắn trước khi phát hành, ngay cả sau khi nhận đơn đặt hàng trước trên Steam. Chủ sở hữu Valve của nó chỉ trích hành động này là không công bằng đối với người tiêu dùng, nhưng tuyên bố rằng họ vẫn sẽ làm trọn trách nhiệm và hỗ trợ trò chơi cho những người đã mua nó trước lúc 'thỏa thuận về tính dành riêng' đấy. Biện minh cho những khiếu nại này đã bao gồm: các cáo buộc rằng phầm mềm máy khách của cửa hàng (store client) đấy là phần mềm gián điệp, tư tưởng bài hán (do cổ phần thiểu số (minority share) trong công ty thuộc sở hữu của tập đoàn Trung Quốc Tencent, bị cáo buộc chịu ảnh hưởng của chính phủ Trung Quốc và có khả năng là gián điệp), thiếu tính năng so với thị trường dẫn đầu là Steam (chẳng hạn như diễn đàn cộng đồng trên mỗi game và bảo lưu đám mây (cloud save)), và 'sự ép buộc ngành công nghiệp trò chơi PC phải thỏa thuận về tính dành riêng' gợi nhớ đến những gì đã được thấy trên console.
Epic Games tuyên bố rằng cửa hàng của mình có lợi hơn cho các nhà xuất bản khi chỉ lấy 12% phần thu nhập so với Steam (30%). Epic Games Store cũng miễn 5% tiền bản quyền cho các trò chơi có giấy phép Unreal Engine. Đáp lại những lời chỉ trích, Epic Games đã tuyên bố rằng họ sẽ bớt xông xáo hơn trong việc kiếm các 'thỏa thuận dành riêng' nếu Valve giảm mức cắt thu nhập, và rằng họ sẽ cố gắng tránh lặp lại điều đã gây nên 'phản ứng tiêu cực' có liên đới đến vụ tranh cãi về Metro.

## Tác động của 'tính dành riêng' đến doanh số
Bên cạnh 'dữ liệu bán hàng' củng cố mối quan hệ của doanh số phần cứng với các tựa game phần mềm, CNET đã tuyên bố rằng "một trong những quyết định lớn nhất khi chọn mua một hệ thống trò chơi điện tử thì phải là vì các 'trò chơi dành riêng'". Trọng tâm của E3 về các 'tựa game dành riêng' tại mỗi sự kiện báo chí của nhà sản xuất cũng phản ánh sức mạnh marketing của các 'tựa game dành riêng', bên cạnh 'phần cứng dành riêng'.
Nhiều báo cáo phương tiện truyền thông bao gồm 'phần cứng và phần mềm dành riêng' là điểm xem xét cho người tiêu dùng. Họ cũng gây nên sự chú ý về mức độ liên quan của các 'tựa game dành riêng' như vậy đối với nhà phát triển, vì có thể có tiềm năng cho doanh số bán hàng lớn hơn khi phát hành trên nhiều nền tảng. Các nhà sản xuất console như Microsoft, Sony và Nintendo cũng sử dụng các 'tựa game dành riêng' để tạo ra các chiến lược tiếp thị. Microsoft đã quả quyết rằng loạt Halo, cụ thể là Halo 3, là một "khoản tiền" chủ chốt trong chiến lược của họ khi tham gia vào thị trường console bằng Xbox và Xbox 360.
Sự thống trị của Wii trong thế hệ máy chơi game thứ bảy được ghi nhận chủ yếu vào việc Nintendo tập trung mục tiêu vào đối tượng rộng hơn, thay vì cạnh tranh với PlayStation 3 và Xbox 360 về độ nhanh nhạy của phần cứng và thị trường cốt lõi. Console của họ gây nổi bật tại lúc ra mắt bằng bộ điều khiển vận động Wii Remotemang tính cách tân của họ, cũng như các trò chơi thân thiện với gia đình mang tính trực quan và dễ tiếp cận với những đối tượng khán thính giả mà không hay gắn bó đến việc chơi game điện tử. Những mục tiêu này đã được minh họa bằng Wii Sports—một 'tựa game dành riêng' được gói chung với console, cũng như các loạt game Wii khác được thiết kế với định vị tương tự. Đến tháng 7 năm 2007, có thông tin rằng Wii đã bán chạy hơn PlayStation 3 với tỷ số 6:1, cùng với các nhà phân tích viện dẫn do việc thiếu những 'bản dành riêng' "sát thủ" cho nền tảng PS3 cho nên làm ảnh hưởng đến thị phần.
Trái lại, thứ kế nhiệm thế hệ thứ tám của nó, Wii U, bị một dàn các tựa game ra mắt yếu kém làm cản bước, họ có một tầm nhìn mơ hồ cho thiết bị ngoại vi Wii U GamePad, và hệ quả là thiếu sự hỗ trợ từ bên thứ ba. Nintendo lúc đó chủ yếu dựa vào các 'bản game dành riêng' từ các franchise của bên thứ nhất – chẳng hạn Mario Kart 8, Super Smash Bros. for Wii U và IP (Tài sản trí tuệ) mới Splatoon – nhằm làm tăng trưởng thị phần của console non trẻ đấy. Wii U chưa bao giờ đạt được thị phần tương tự như các đối thủ của nó: PlayStation 4 và Xbox One, và việc chế tạo đã bị ngừng vào năm 2017. Một số ký giả đã lưu chú rằng về mặt sự đón nhận của giới phê bình, Wii U đã có một thư viện 'các tựa game dành riêng' mạnh hơn so với các đối thủ cạnh tranh của nó vào thời điểm đó. Kể từ tháng 3 năm 2016, Wii U có nhiều tựa game dành riêng hơn với tổng điểm trên Metacritic nằm trong bậc xếp hạng "Tốt" (75-89) và "Tuyệt vời" (89-100) so với PS4 và Xbox One cộng lại, và nhiều nhất trong hạng "Tuyệt vời" (Bayonetta 2, Super Mario 3D World và Super Smash Bros.; PS4 chỉ có một trò chơi được đánh hạng "Tuyệt vời": Bloodborne, còn Xbox One thì không có).
Thế hệ console thứ tám đã bị chiếm lĩnh chủ yếu bởi PlayStation 4 và Nintendo Switch. Máy console Xbox One của Microsoft đã phải đối mặt với những lời chỉ trích vì không có nhiều 'nội dung dành riêng' "hấp dẫn", cùng với việc các nhà phê bình viện dẫn yếu tố là mảng các studio bên thứ nhất của Microsoft yếu thế hơn. Microsoft cũng ngày càng chuộng các bản phát hành kép trên Microsoft Windows và Xbox One (thường là dành riêng cho Microsoft Store) hơn là 'tính dành riêng' đầy đủ cho máy console Xbox, và còn thỏa thuận cho các bản port của các trò chơi PC hiện tồn sẽ thành các 'bản dành riêng có thời hạn' cho Xbox One.